# Варюхіно
Варю́хіно (рос. Варюхино) — село у складі Юргинського округу Кемеровської області, Росія.

## Населення
Населення — 381 особа (2010; 510 у 2002).
Національний склад (станом на 2002 рік):
- росіяни — 89 %